# Reg White
Reginald James „Reg“ White, MBE (* 28. Oktober 1935 in Brightlingsea; † 27. Mai 2010 ebenda) war ein britischer Segler.

## Erfolge
Reg White nahm an den Olympischen Spielen 1976 in Montreal in der Bootsklasse Tornado teil. Gemeinsam mit seinem Schwager John Osborn gewann er vier der ersten sechs Wettfahrten und schloss die übrigen beiden auf den Rängen vier und fünf ab, sodass sie bereits vor der siebten und letzten Wettfahrt als Olympiasieger feststanden und zu dieser nicht mehr antraten. Sie erhielten vor den US-Amerikanern David McFaull und Michael Rothwell sowie dem deutschen Duo Jörg Spengler und Jörg Schmall die Goldmedaille. Bei Weltmeisterschaften sicherten sie sich gemeinsam zunächst 1975 in Kopenhagen die Silbermedaille, ehe ihnen im Jahr darauf in Sydney der Titelgewinn gelang. Darüber hinaus gewann er mit Stephen Olle auch 1979 in Kiel den Titel, nachdem sie 1978 in Weymouth noch den zweiten Platz belegt hatten.
Ende 1976 wurde er für seinen Olympiasieg zum Member des Order of the British Empire ernannt. Sein Sohn Robert White nahm ebenfalls an zwei olympischen Segelregatten teil. White selbst war auch als Bootsbauer tätig und betrieb unter anderem mit Yves Loday ein Unternehmen, das sich auf den Katamaranbau spezialisierte. Er war verheiratet und hatte vier Kinder.